# 텍사스 형사 항소 법원

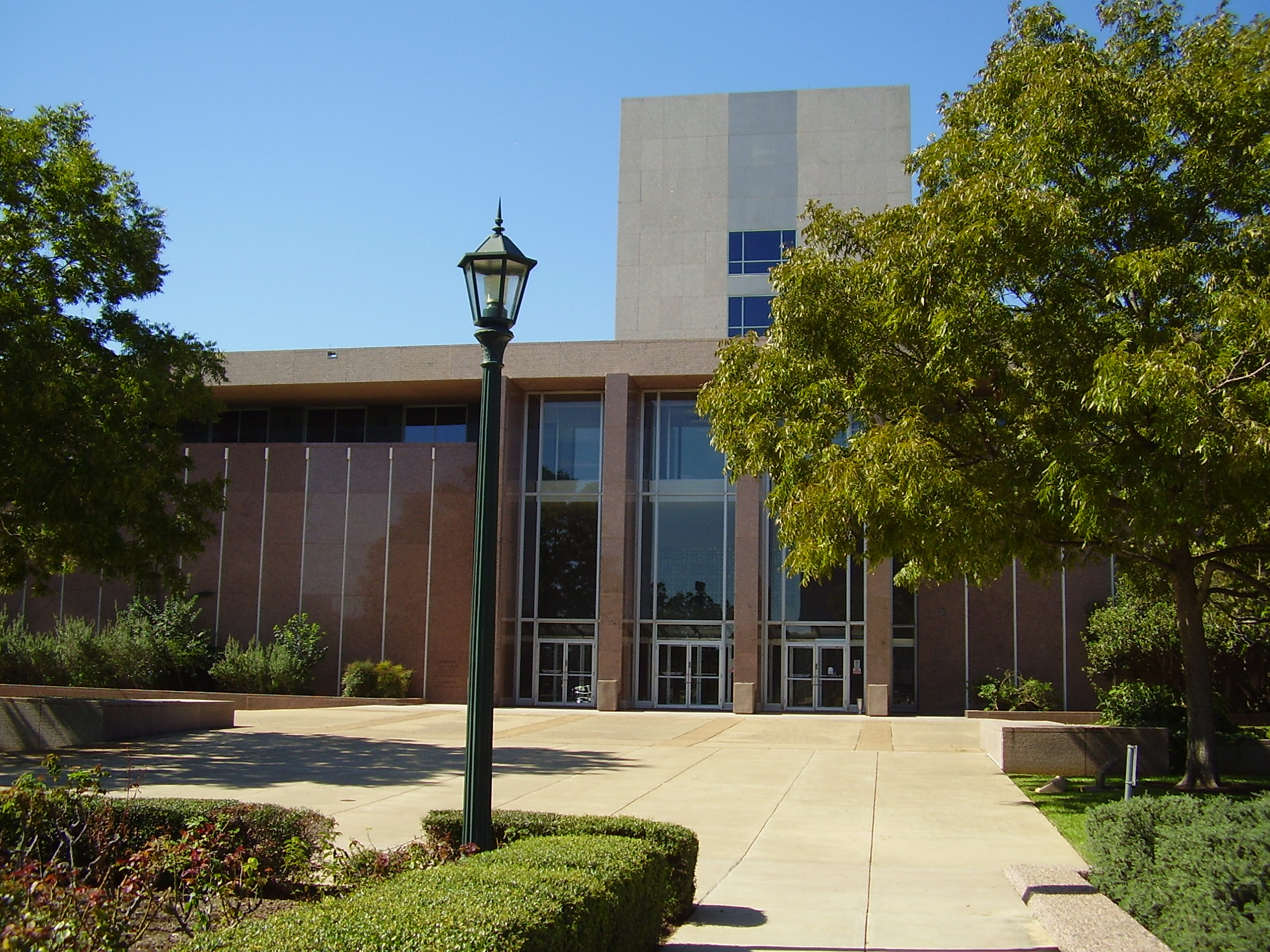
텍사스 형사 항소 법원은 텍사스 대법원 건물을 함께 사용한다.

텍사스 형사 항소 법원(Texas Court of Criminal Appeals, CCA)은 미국 텍사스주의 최종심 형사법원이다. 텍사스주의 주도인 오스틴에 위치해 있다.

## 텍사스
텍사스 주는 미국의 남부에 위치해 있으며, 전통적으로 공화당 강세 지역이다. 주에는 254개의 카운티가 있다. 인구는 2천만명이다.

## 구조
미국 텍사스 주는 텍사스 카운티 법원과 420개의 텍사스 지방 법원이 형사재판의 1심을 맡고, 2심은 14개의 텍사스 항소 법원에서 재판한다. 미국의 카운티는 한국의 구청, 군청의 개념이다. 그리고 주법원으로서의 마지막 3심은 텍사스 형사 항소 법원에서 재판한다. 그 다음 4심으로 미국 연방 대법원에 마지막으로 항소할 수 있다.
텍사스 대법원은 민사사건만 재판하며, 역시 9명의 대법관으로 구성되어 있으며, 1심, 2심, 4심은 역시 같다. 텍사스 주는 민사 최고 법원과 형사 최고 법원이 분리되어 있다. 미국에서는 행정법, 헌법 사건도 모두 민사사건이라고 본다. 즉, 주정부 또는 시정부가 헌법 몇조 위반을 하여 손해를 입혔으니, 몇억을 손해배상하라는 방식으로 민사소송을 제기한다. 지방자치정부가 패소하면 지방세를 인상해 승소한 주민에게 헌법 또는 법률 위반으로 인한 손해배상금을 지급한다.

## 판사
텍사스 형사 항소 법원의 판사는 1명의 수석판사와 8명의 판사로 구성되어 있다. 임기는 6년이며, 텍사스 주의 직접선거로 주민들이 선출한다. 피선거권 자격은 35세 이상일 것, 텍사스주 변호사일 것, 10년 이상 변호사일 것, 75세 미만이어야 한다.